# Doru

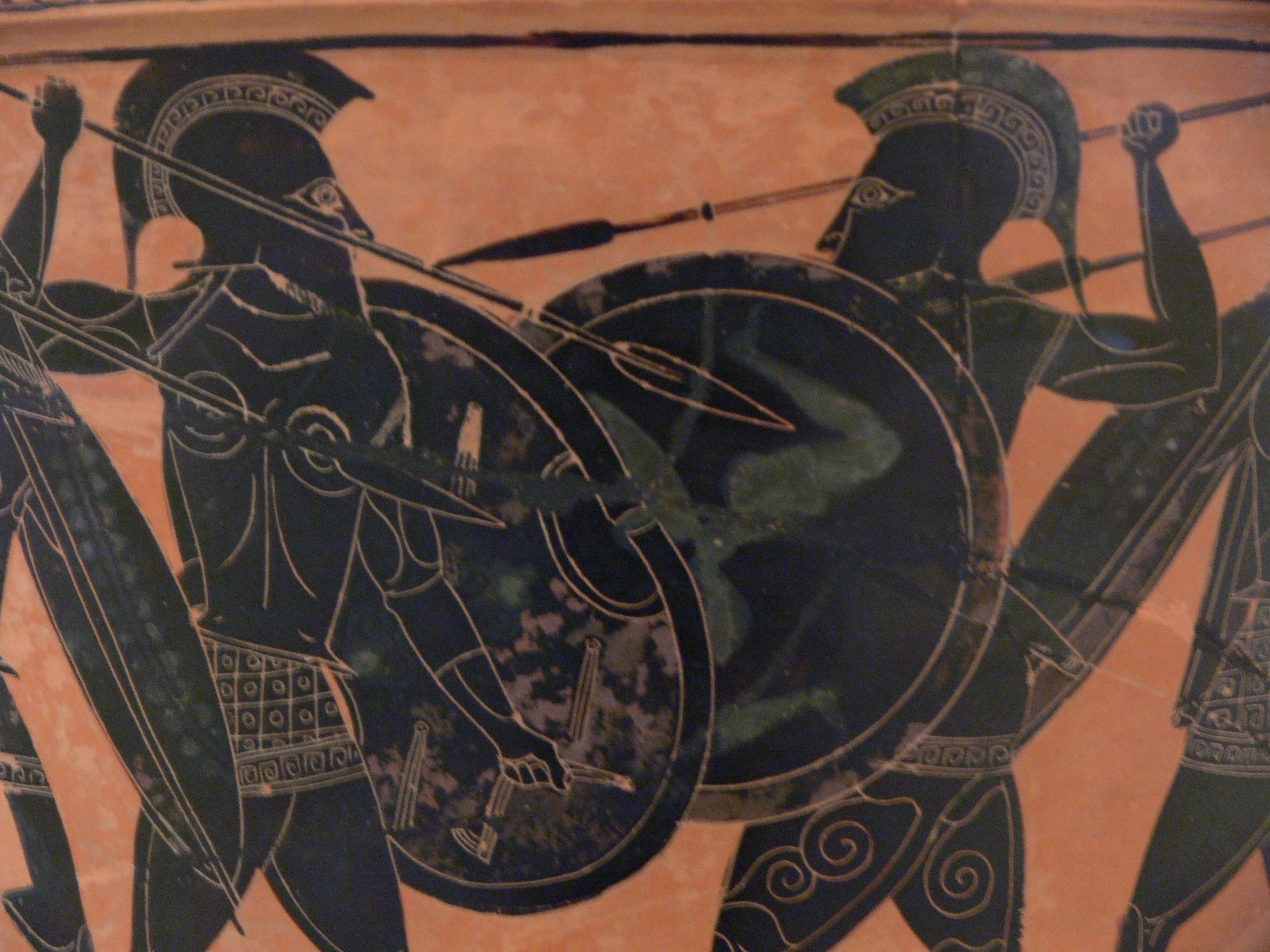
Combat d’hoplites

Le doru ou dory (/ˈdɒruː/ ; grec : δόρυ) est une lance qui était la lance principale des hoplites (infanterie lourde) dans la Grèce antique. Le mot « doru » est attesté pour la première fois par Homère avec les sens de « bois » et « lance ». Les héros homériques tiennent deux dorées (grec : δόρατα, pluriel de δόρυ) (Il. 11,43, Od. 1, 256). Dans les épopées homériques et à l'époque classique, le doru était un symbole de puissance militaire, peut-être plus important que l'épée, comme le montrent des expressions telles que « Troie conquise par le doru » (Il. 16,708) et des mots tels que « doryktêtos » (grec : δορίκτητος) (lance gagnée) et « doryalotos » (grec : δορυάλωτος) (lance prise).
La lance utilisée par l'armée perse sous Darius Ier et Xerxès lors de leurs campagnes respectives pendant les guerres gréco-persanes était plus courte que celle de leurs adversaires grecs. La longueur du doris permettait à plusieurs rangs d'une formation de s'engager simultanément pendant le combat.
Le doru n'était pas un javelot. Cependant, sa forme aérodynamique permettait de le lancer. Parce qu'il avait évolué pour le combat entre phalanges (le pluriel de phalanx), il était construit de manière à pouvoir résister aux défenses de l'infanterie grecque, qui utilisait le bronze dans la construction de ses boucliers et de ses casques. Les hoplites étaient généralement plus lourdement armés que l'infanterie de leurs contemporains non grecs.
À ne pas confondre avec le dorydrepanon (δορυδρέπανον, de δόρυ (doru) + δρέπανον (faucille)) qui était une sorte de hallebarde et servait à couper les drisses lors des combats en mer et à abattre les remparts lors des sièges.

## Détails
Le doru mesurait environ 2 à 3 m de long et était muni d'un manche d'un diamètre de 5 cm en bois de cornouiller ou de frêne, pesant de 0,91 à 1,81 kg. La pointe de la lance, en forme de feuille plate, était composée de fer et son poids était contrebalancé par une pointe de fer.
La pointe de la lance était appelée αἰχμή et ἀκωκή et λόγχη.
L'arrière de la lance était surmonté d'une pointe appelée sauroter (grec : σαυρωτήρ). Elle était également appelée ouriachos (οὐρίαχος) et styrax (στύραξ) ou styrakion (στυράκιον). Elle servait fonctionnellement de contrepoids pour assurer l'équilibre. Cette pointe avait plusieurs usages. Elle pouvait servir à relever la lance ou être utilisée comme arme secondaire si le fer de lance était brisé. Si le manche du doru était brisé ou si la pointe de fer était perdue, la partie restante pouvait encore fonctionner. Bien que sa portée au combat soit réduite, la longueur totale du doru diminuait le risque qu'une seule cassure le rende inefficace. En outre, les ennemis tombés pouvaient être éliminés par les guerriers qui marchaient sur eux dans les derniers rangs de la phalange et qui tenaient leurs lances en position verticale.